# Georges Bouton
Georges Thadé Bouton  (París, 22 de noviembre de 1847- París, 31 de octubre de 1938) fue un ingeniero francés, quien junto con su socio el marqués Jules-Albert de Dion, fundó la empresa automovilística y ferroviaria De Dion-Bouton en 1883.
Fue el ganador nominal de la primera carrera automovilística del mundo disputada el 28 de abril de 1887, cuándo condujo un vehículo de Dion-Bouton a lo largo de 2 kilómetros entre el Puente de Neuilly y el Bois de Boulogne.

## Vida y obra

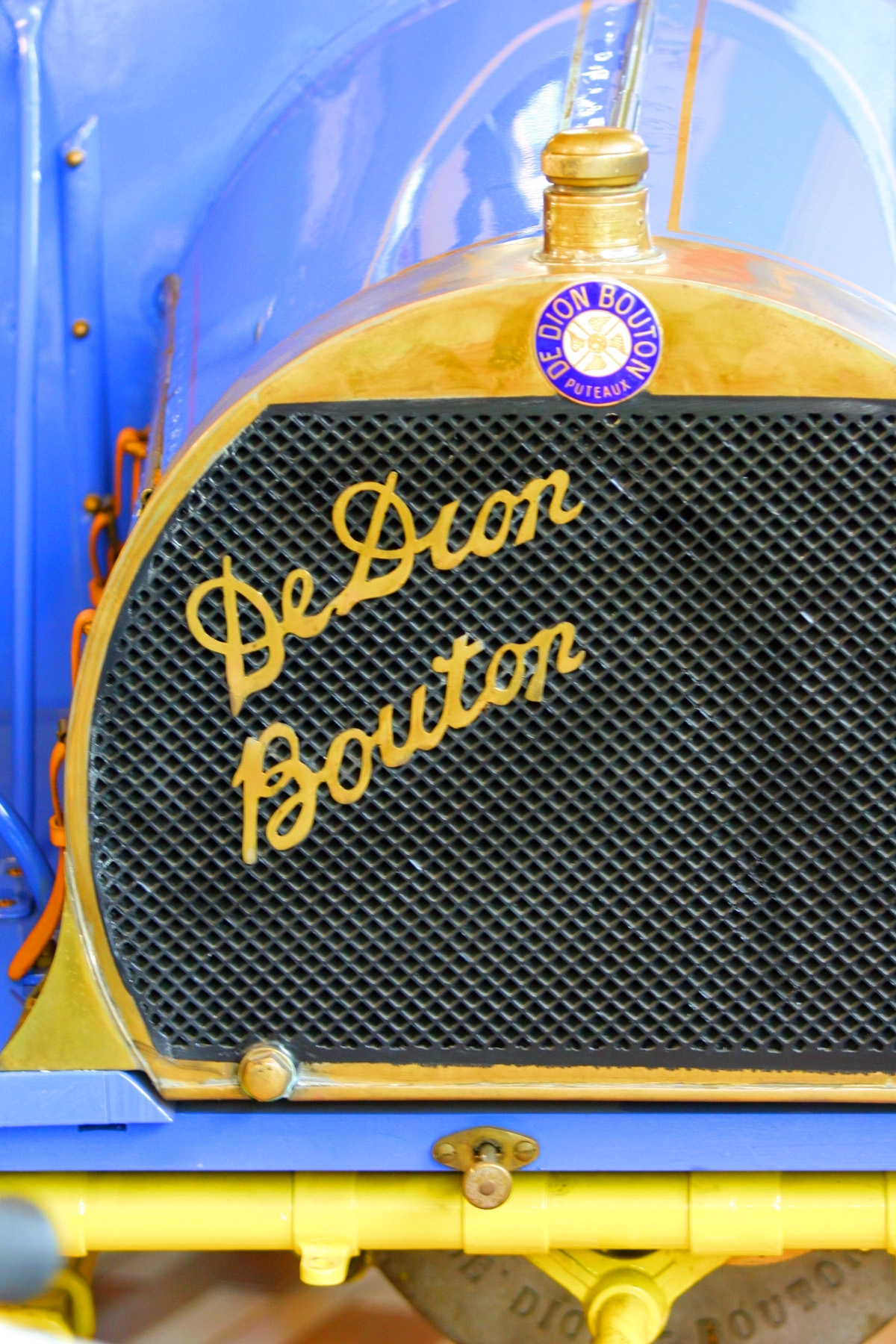
Radiador De Dion-Bouton.

Bouton era hijo de un pintor y aprendió mecánica en la ciudad costera de Honfleur y en París. Con su cuñado Charles Trépardoux regentaba una pequeña tienda de juguetes científicos en el Pasaje de Léon (cercano a la "rue de la Chapelle" en París).
La génesis de De Dion-Bouton tiene su origen en 1881, cuándo de Dion vio una locomotora de juguete con motor de vapor en el escaparate de la tienda, y preguntó a los jugueteros acerca de cómo construir otra. Los ingenieros Georges Bouton y Charles Trépardoux sobrevivían a duras penas de la venta de juguetes científicos. Trépardoux había soñado durante mucho tiempo con construir un automóvil de vapor, pero no lo podía financiar. De Dion en esa época estaba pensando en locomotoras de vapor para el ferrocarril
 y decidió financiar el trabajo.
De Dion, Bouton et Trépardoux fue fundada en París en 1883. Los tres habían trabajado primero en 1882 para producir un vehículo de vapor autopropulsado. El resultado propició el nacimiento de la compañía, que con el paso del tiempo se conocería simplemente como De Dion.
De Dion-Bouton llegó a ser la compañía fabricante de automóviles más grande del mundo durante un tiempo, siendo reconocida por su calidad, fiabilidad, y durabilidad.  Aun así, el ingeniero Bouton llegó a sobrevivir a la compañía que había contribuido a fundar: De Dion-Bouton cesó su actividad empresarial en 1932.